# Thorius smithi
Espèce
Statut de conservation UICN

 CR B1ab(iii) : 
En danger critique
Thorius smithi est une espèce d'urodèles de la famille des Plethodontidae.

## Répartition
Cette espèce est endémique de l'État d'Oaxaca au Mexique. Elle se rencontre de 800 à 1 500 m d'altitude dans la Sierra Juárez.

## Étymologie
Cette espèce est nommée en l'honneur d'Hobart Muir Smith.

## Publication originale
- Hanken & Wake, 1994 : Five new species of minute salamanders, genus Thorius (Caudata: Plethodontidae), from northern Oaxaca, Mexico. Copeia, vol. 1994, no 3, p. 573-590.